# Associazione Calcio Stabia 1945
Questa voce raccoglie le informazioni riguardanti lo Stabia nelle competizioni ufficiali della stagione 1945.

## Stagione

### Piazzamento
Campionato campano 1945: 1°

## Divise
| Manica sinistra · Manica sinistra · Maglietta · Maglietta · Manica destra · Manica destra · Pantaloncini · Calzettoni |

## Organigramma societario
Area direttiva
- Presidente:  Mario Benedetti
- Consiglieri: Alfonso Marzano, Armando D'Arco, Raffaele Sorrentino, Catello Celotto, Matteo Sansone, Enrico Romano

Area tecnica
- Allenatore: Lenzi
- Massaggiatore: Michelangelo Beato

## Rosa
| N. |                   | Ruolo | Calciatore     |
| -- | ----------------- | ----- | -------------- |
|    | Italia (bandiera) | P     | Chellini       |
|    | Italia (bandiera) | D     | Dario Ciccone  |
|    | Italia (bandiera) | D     | Michele Giraud |
|    | Italia (bandiera) | A     | Romeo Menti    |
|    | Italia (bandiera) |       | Borsari        |
|    | Italia (bandiera) |       | Carubbi        |
|    | Italia (bandiera) |       | Cerciello      |

| N. |                   | Ruolo | Calciatore |
| -- | ----------------- | ----- | ---------- |
|    | Italia (bandiera) |       | Dapas      |
|    | Italia (bandiera) |       | Del Medico |
|    | Italia (bandiera) |       | Dolfi      |
|    | Italia (bandiera) |       | Esposito   |
|    | Italia (bandiera) |       | Rossetti   |
|    | Italia (bandiera) |       | Salvioli   |